# 年取り魚
年取り魚（としとりざかな）は大晦日、年越しの食事につける魚。年越魚、正月魚（しょうがつうお）ともいう。

## 各地の年取り魚

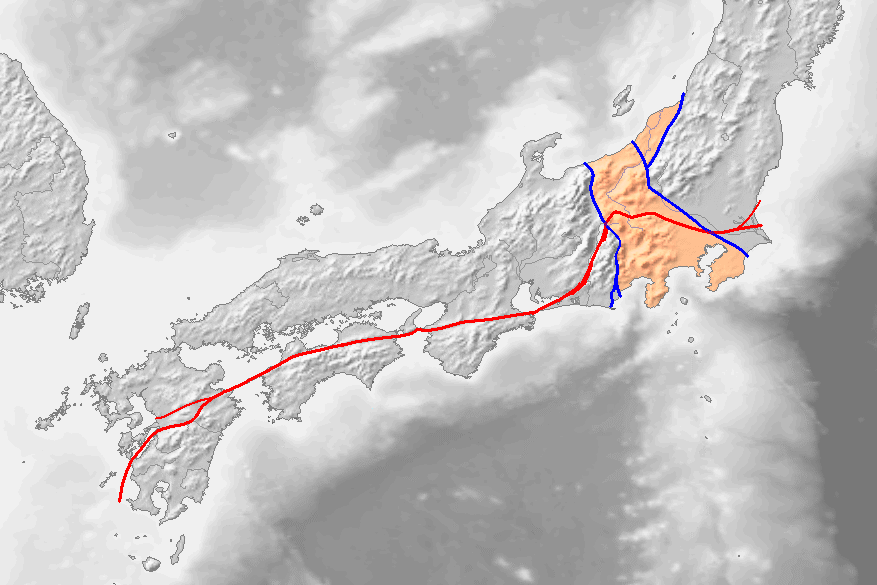
糸魚川静岡構造線（地図上に見える左側の青い線）

魚は神事や祭事の供物として欠かせない縁起物であり、それを年越しの際に用意するという年取り魚の風習は、今日のような物流体制が整う遥か以前の時代から受け継がれてきたものである。かつて海沿いから離れた地域では、魚料理を口にできるのは正月くらいのものであったという。低温流通技術が発達する以前は塩蔵品の塩サケ、塩ブリが用いられた。
年取り魚としては、東日本ではサケ、西日本ではブリが多く用いられる。その境界線は糸魚川静岡構造線にほぼ一致するといわれ、その境界線上に位置する長野県では県を東西に2分し、東側の長野市ではサケ、西側の松本市ではブリと大雑把に混在している。「栄える」に通じるサケ、出世魚のブリはいずれも縁起物として知られる。
その他、青森県ではタラおよびたらこ、三陸では子持ちのナメタガレイを用いた煮物や汁物が用意される。また、長野県佐久市では地元の特産品であるコイ（佐久鯉）を用いるよう、市が呼びかけたことがある。

## 年取り魚に関連する作品
『ゐなかの四季』
文部省唱歌。母の手作りによる大根膾を「年越しざかな」（=年取りざかな）に、年末の一家団欒の風景を歌う。この「さかな」は「酒の肴」などで用いられる「肴」であるとされる。作家の宮沢賢治は、『十月の末』の作中で登場人物にこの歌を歌わせている。